# Nikolai Nikolajewitsch Karasin

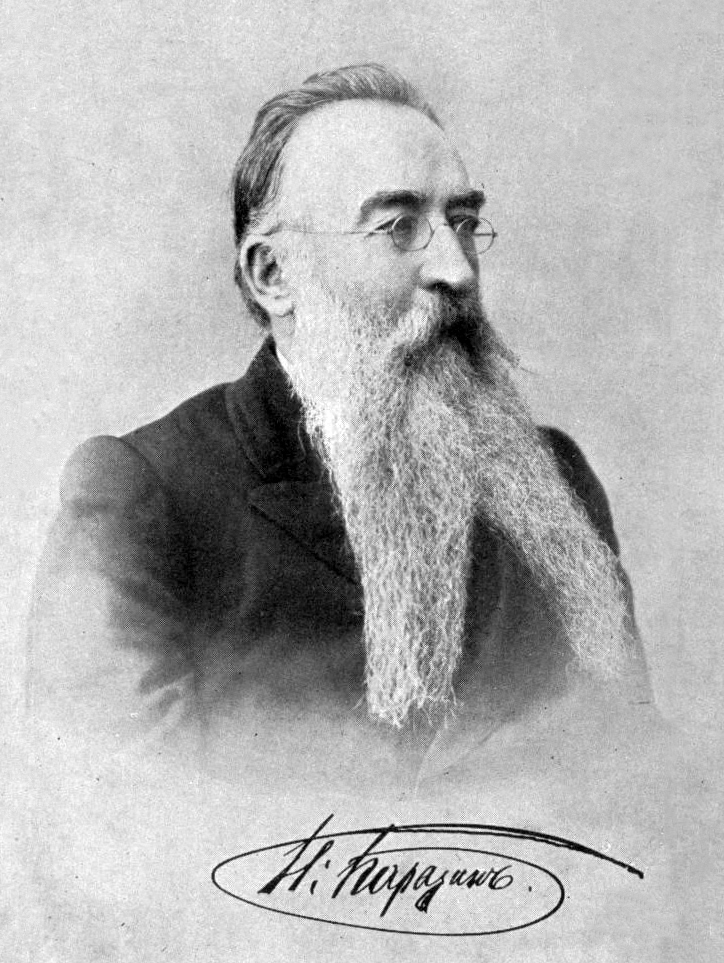
N. Karasin

Nikolai Nikolajewitsch Karasin (russisch Николай Николаевич Каразин, wiss. Transliteration Nikolaj Nikolaevič Karazin; geb. 1842 im Gouvernement Charkow; gest. 1908 in Gattschina) war ein kaiserlich-russischer Offizier, Maler, Schriftsteller und Illustrator. Vielen ist er durch seine großen Schlachten- und Landschaftsmalereien und exotischen Motive im Gedächtnis, die meist das zentralasiatische Leben aus der orthodox-monarchischen und patriotischen Position zeichnen, insbesondere die militärischen Angriffe der russischen Armee in Turkestan. Karasin wurde als „Russlands Kipling“ bezeichnet.

## Biografie

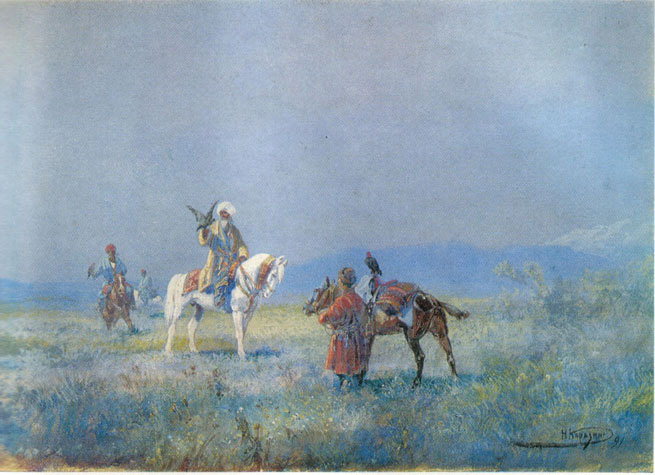
Falknerei (Gemälde von Karasin)

Karasin wurde in eine prominente Familie geboren. Sein Großvater Wassili war eine Persönlichkeit des öffentlichen Lebens und Gründer der Universität Charkow, der andere Großvater Iwan Iwanowitsch Golikow ein bekannter russischer Historiker, und sein Vater Nikolai soll der Erfinder u. a. einer neuen Art des Räucherns von Fleisch gewesen sein.
Karasin besuchte ab 1862 die Moskauer Kadettenschule, von 1865 bis 1867 studierte er auch an der Kunstakademie in St. Petersburg.
In den Jahren 1862–1871 war er im Militärdienst in Polen und nahm als Soldat auch an der Niederschlagung des gegen die russische Teilungsmacht gerichteten Januaraufstandes 1863/1864 teil. Später nahm er 1874 in Zentralasien an der wissenschaftlichen Amu-Darya-Expedition teil.
Nach seinem Ausscheiden aus dem Militärdienst (1871) hatte er damit angefangen, sich der literarischen und künstlerischen Tätigkeit zu widmen.
1877 nahm er als Korrespondent-Illustrator am Russisch-Türkischen Krieg teil, woraufhin er den Orden des Heiligen Wladimir sowie ein Goldenes Schwert für seine großen Verdienste erhielt. Von 1885 bis 1886 reiste Karasin nach Indien, später auch nach Ägypten, Italien und in die Schweiz und an andere Orte.
Er bereiste viele exotische Schauplätze und erlangte gleichermaßen durch seine Malerei, seine Schriften (als Autor von 6 Romanen, vielen Novellen, Kurzgeschichten, Kriegskorrespondenz - er illustrierte seine Werke selbst) sowie durch seine Illustrationen Berühmtheit, wobei ihm vorgeworfen wurde, mehr nach Effekt und Unterhaltung als nach künstlerischer und ethnographischer Wahrheit zu streben.
In seinen späten Jahren wurde N. N. Karasin zum Mitglied der Akademie der Künste gewählt.
Bis zum Ende seines Lebens brach Karasin die Verbindung zu militärischen Kreisen nicht ab. Er starb 1908 in Gattschina und wurde auf dem Sankt Petersburger Nikolaus-Friedhof begraben.

### Maler

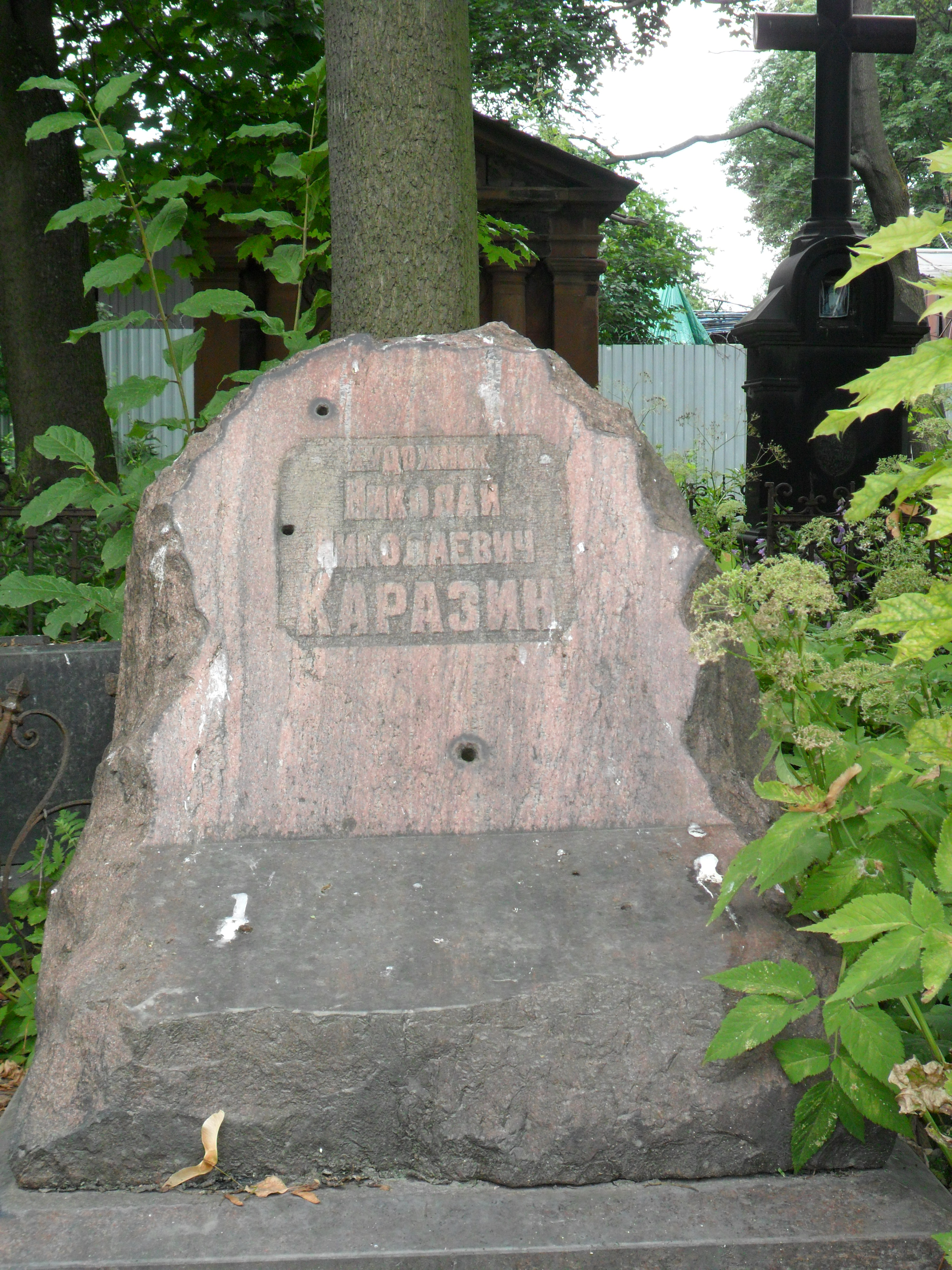
Grabstein auf dem Nikolaus-Friedhof des Alexander-Newski-Klosters in St. Petersburg

Während des Serbisch-Türkischen Krieges und des Russisch-Türkischen Krieges von 1877–78 war Karasin Kriegsberichterstatter und Illustrator. Als Kriegsberichterstatter-Illustrator waren seine Feder-, Bleistift- und Aquarellskizzen aus dem Leben gestaltet und gaben ein lebendiges Bild vom Marsch- und Gefechtsleben der russischen Truppen im Einsatzgebiet auf dem Balkan. Diese Illustrationen wurden auch in den besten ausländischen Ausgaben veröffentlicht und brachten Karasin Ruhm ein.

#### Schlachtenmaler
In den 1880er Jahren wurde Karasin auf kaiserlichen Befehl nach Turkestan geschickt, um Skizzen für die Gemälde zu zeichnen, die er zu den Themen des russischen Feldzugs nach Chiwa und Buchara anfertigen sollte. Das Ergebnis dieser Dienstreise war die Schaffung von sieben großen Schlachtengemälden durch Karasin:
- «Взятие Ташкента» / Die Einnahme von Taschkent
- «Вступление русских войск в Самарканд 8 июня 1868 г.» (ГРМ) / Der Einzug der russischen Truppen in Samarkand am 8. Juni 1868 (Staatliches Puschkin-Museum)
- «Взятие Махрама» / Schlacht von Machram (unter dem Kommando von Skobelew und Kaufmann, Kokand-Feldzug (1875–1876))
- «Хивинский поход 1873 года. Переход Туркестанского отряда через мёртвые пески к колодцам Адам-Крылган» (ГРМ) / Der Chiwa-Feldzug im Jahr 1873. Der Durchgang der turkestanischen Truppe durch den toten Sand zu den Brunnen von Adam-Krylgan (Staatliches Russisches Museum)
- «Первое появление русских войск на Аму-Дарье. Переправа Туркестанского отряда у Шейх-арыка» / Erstes Auftauchen der russischen Truppen am Amu-Darja-Fluss. Die Überquerung des turkestanischen Trupps bei Sheikh-Aryk
- «Битва при Зерабулаке» / Die Schlacht von Serabulak[4]
- «Текинская экспедиция 1881 года. Штурм Геок-Тепе» (ГРМ) / Die Teke-Expedition im Jahr 1881. Die Erstürmung von Geok Tepe[5] (Staatliches Russisches Museum)

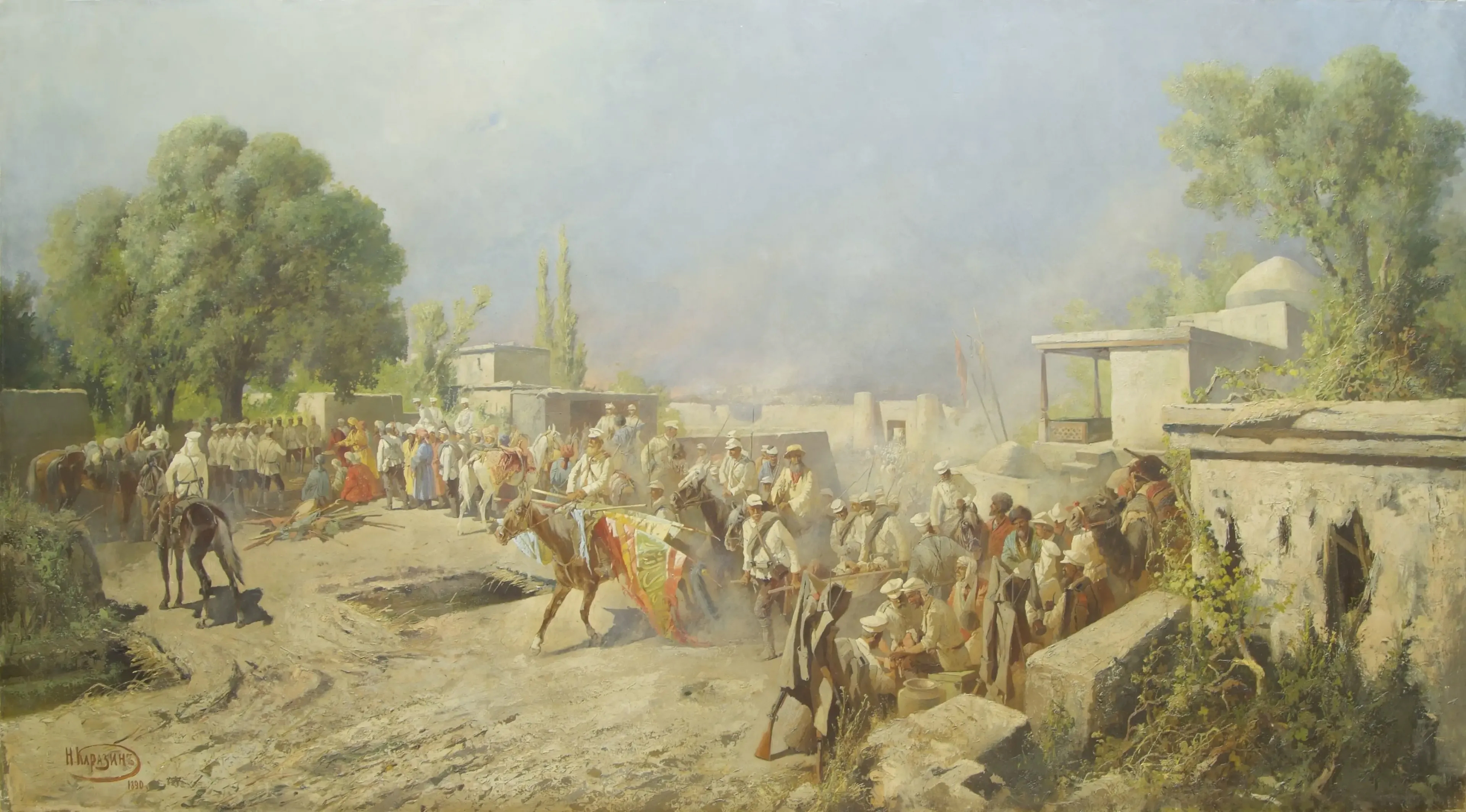
Einnahme von Taschkent. 1865 (1890)
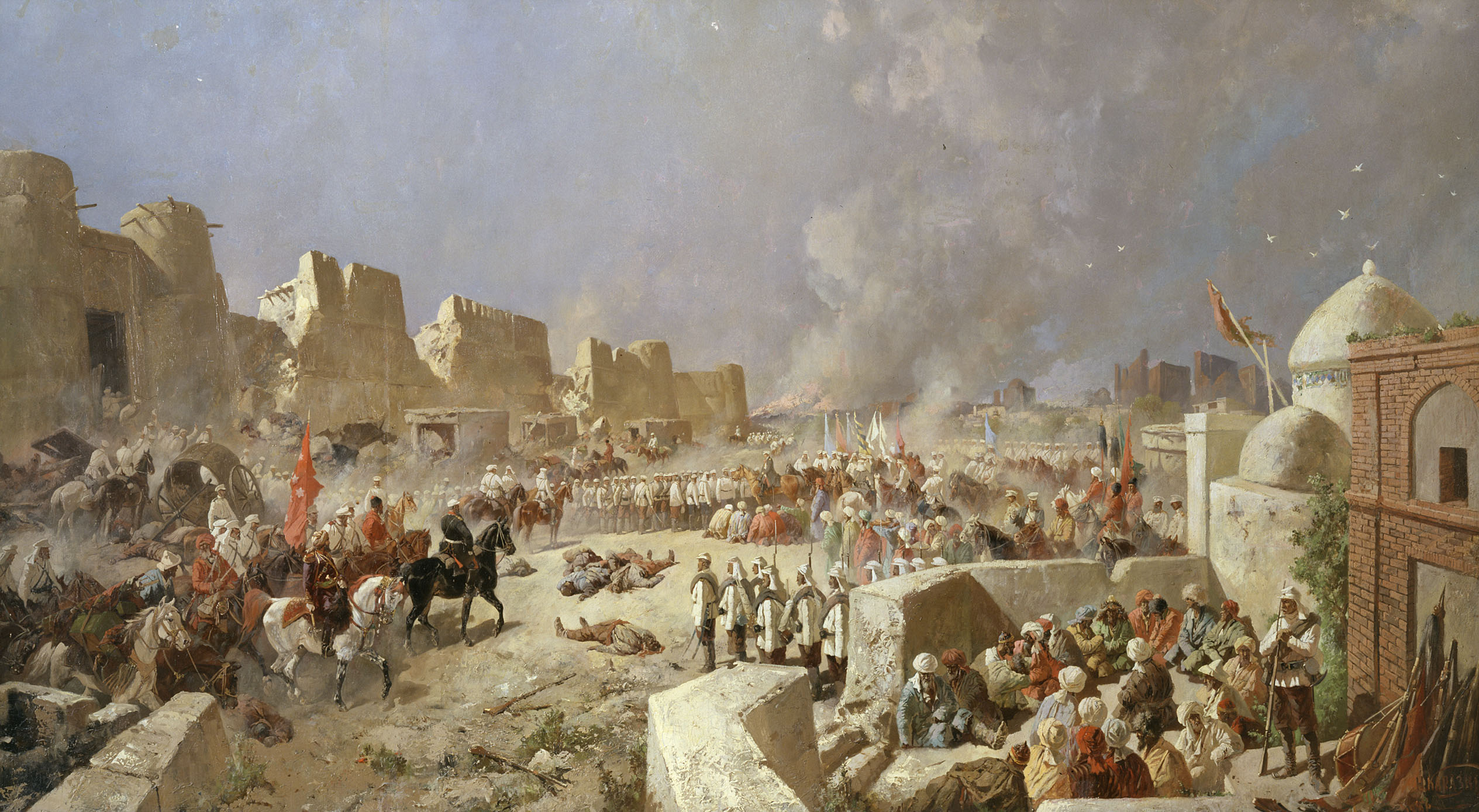
Einzug der russischen Truppen in Samarkand am 8. Juni 1868 (Staatliches Russisches Museum)
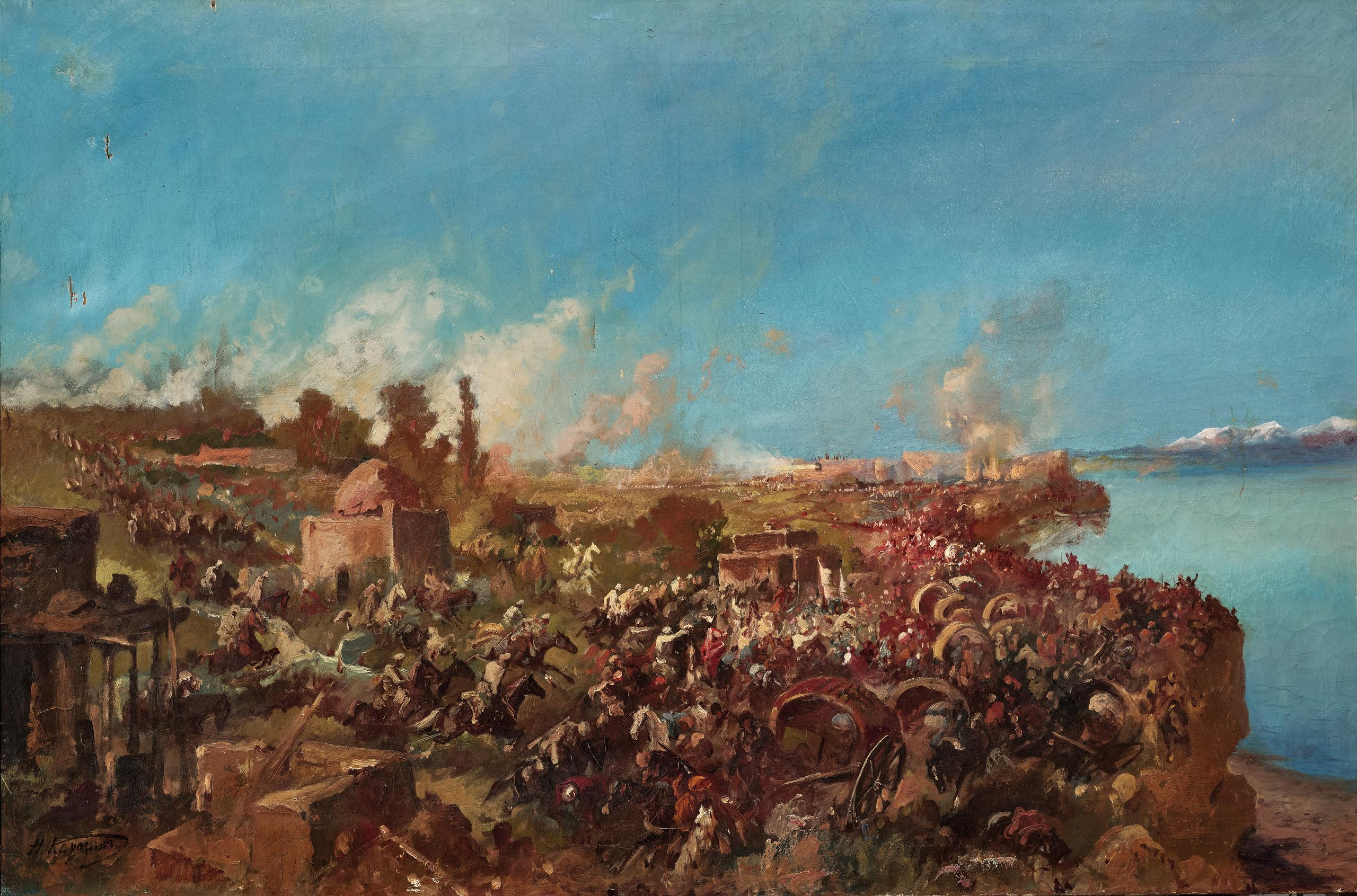
Schlacht von Makhram. 1876
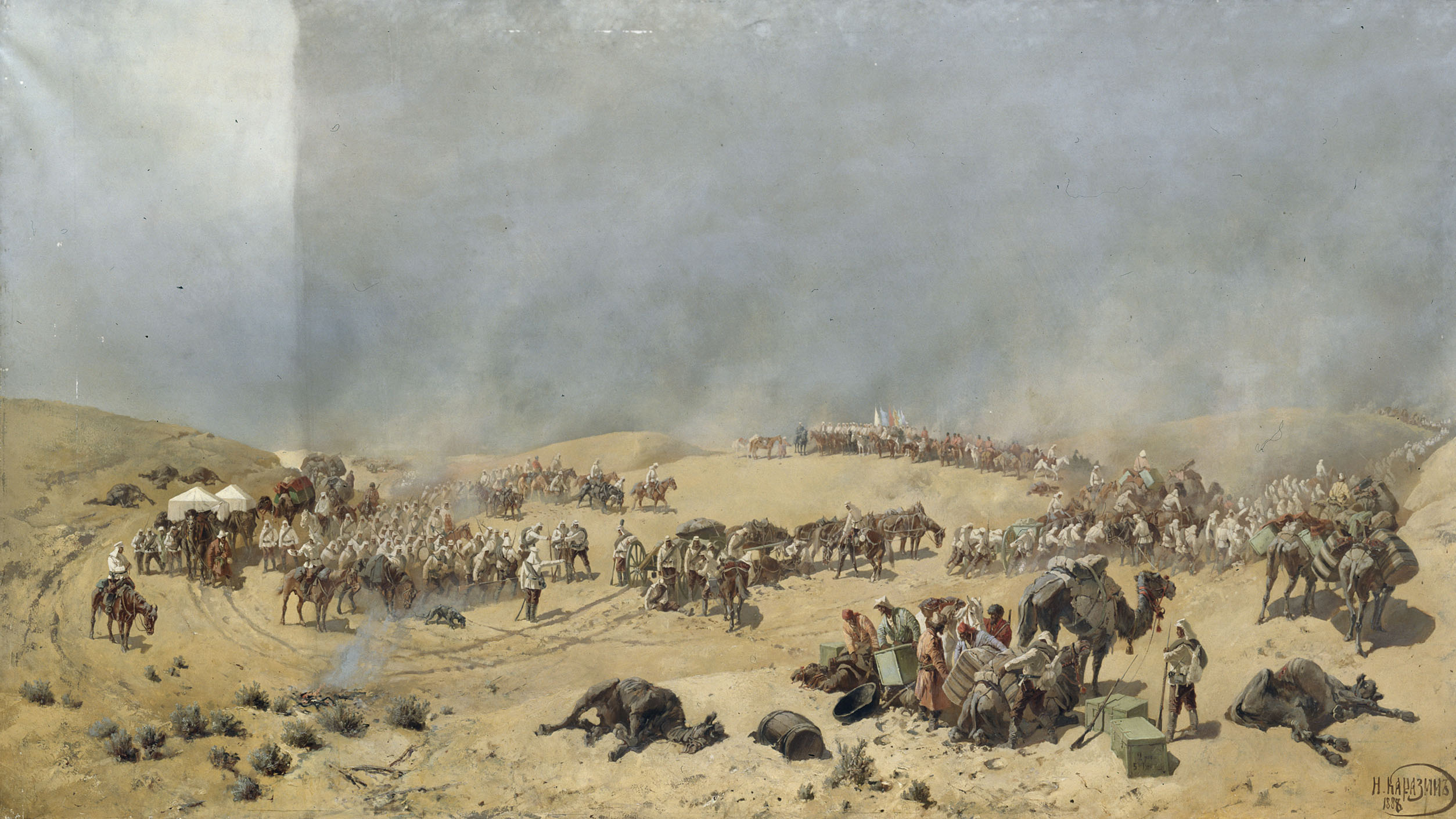
Chiwa-Feldzug 1873 zu den Adam-Krylgan-Brunnen. 1888 (Staatliches Russisches Museum)
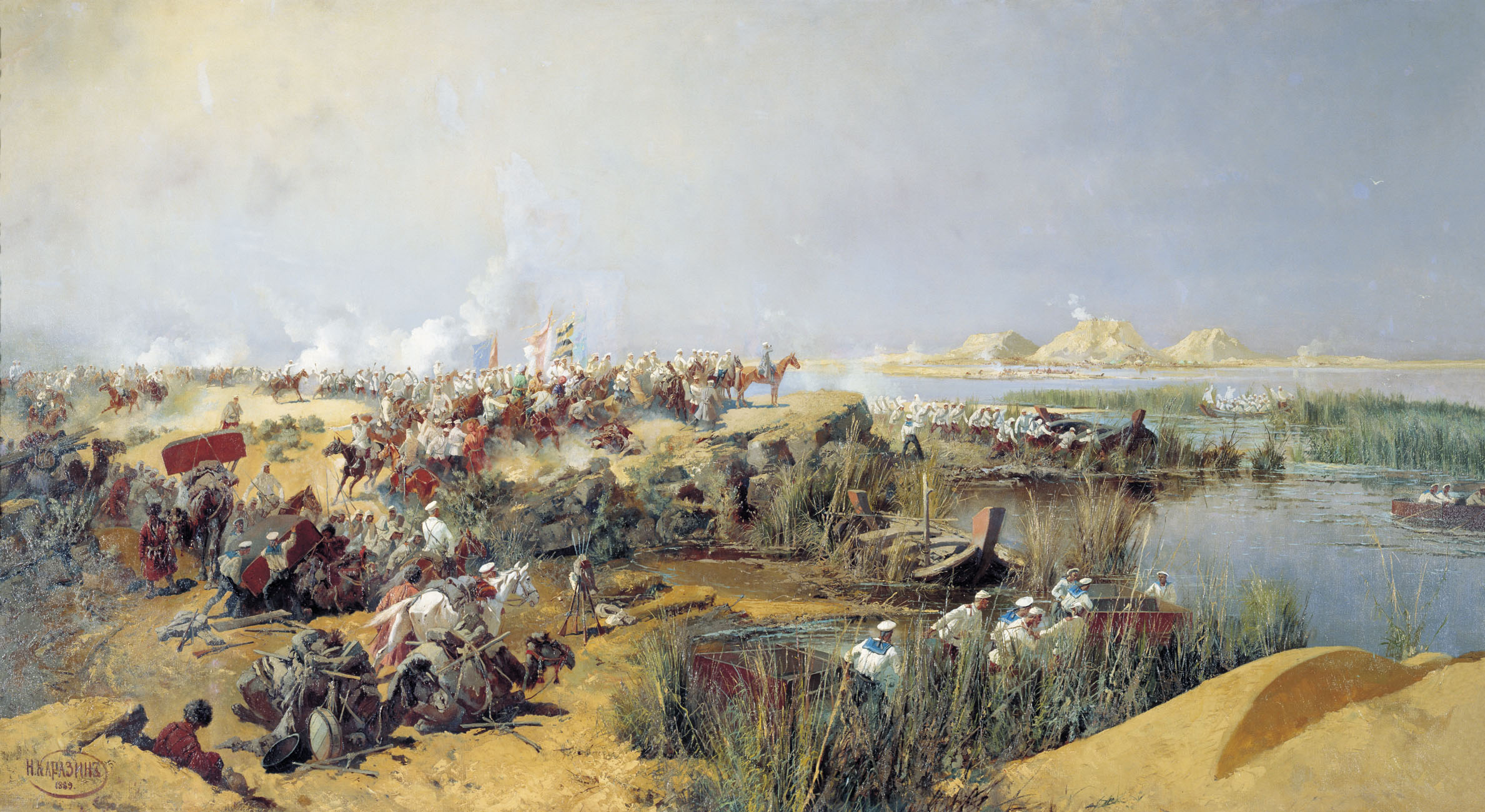
Russische Truppen überqueren den Amu Darya (Oxus) bei Sheik Arik am 30. Mai 1873 (1889)
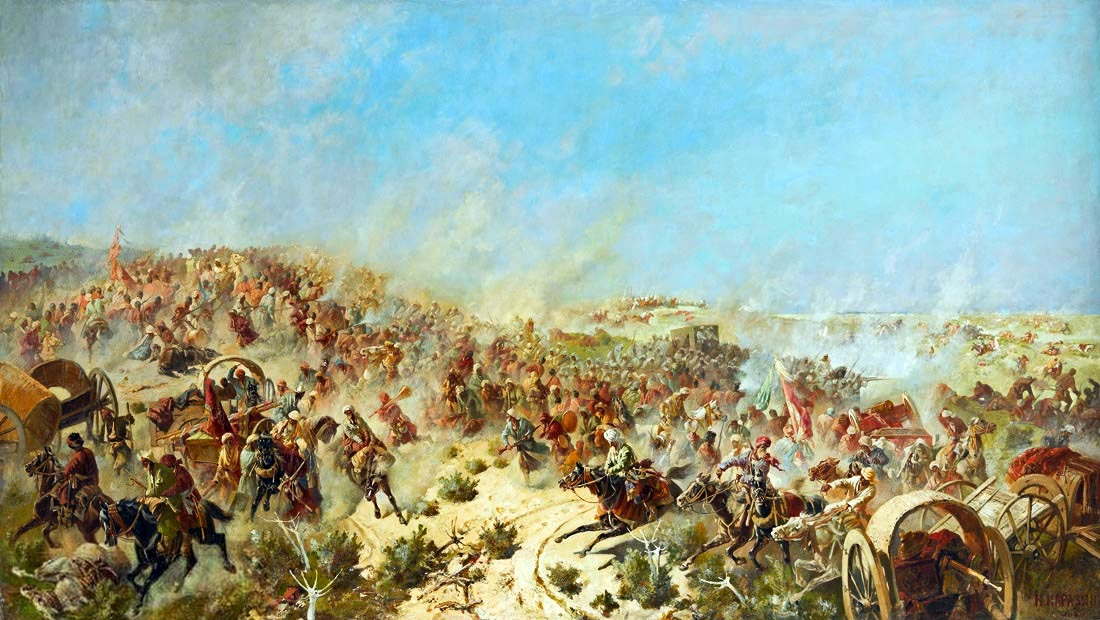
Schlacht auf den Zerabulak-Höhen. 1868
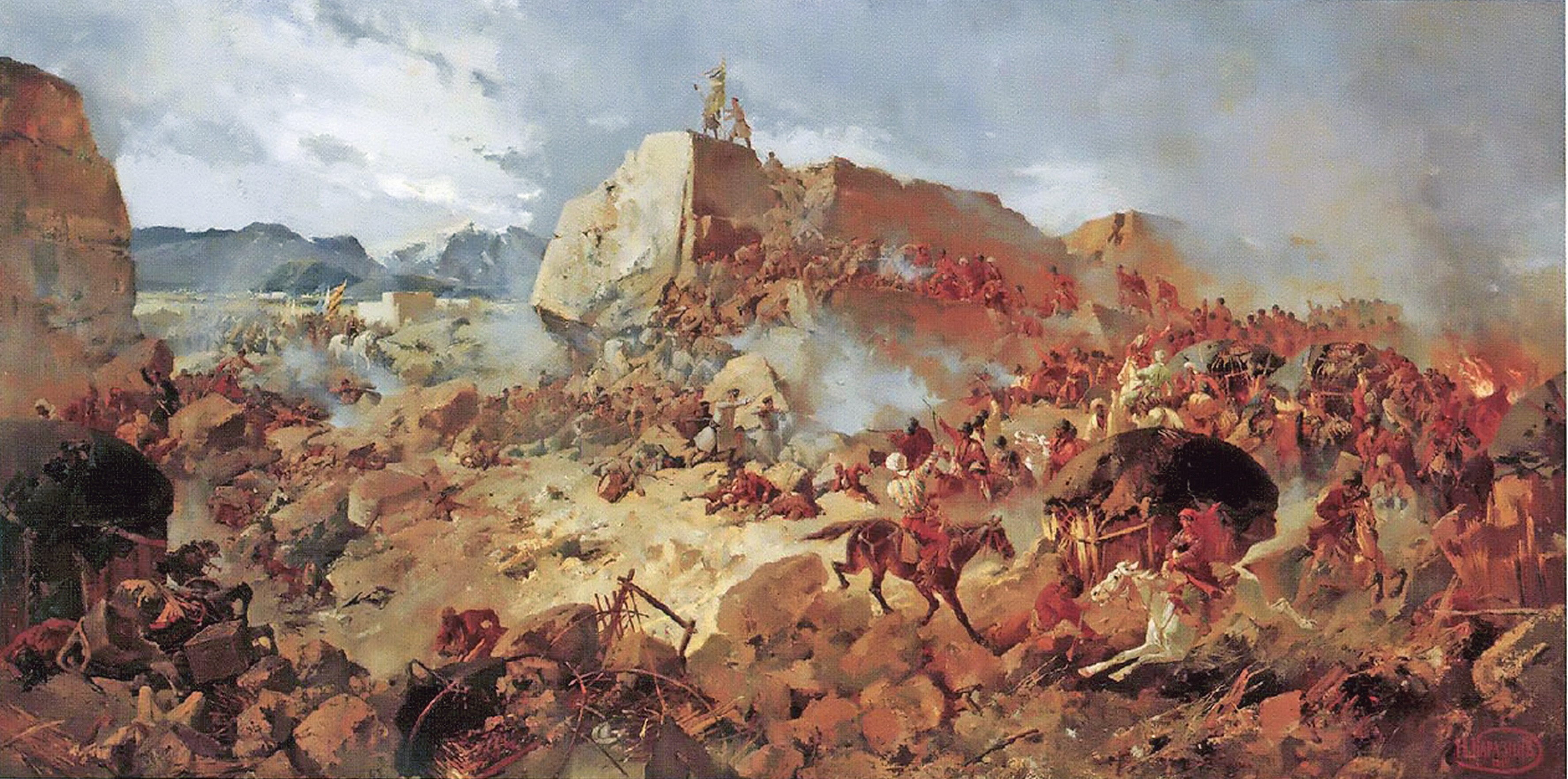
Angriff auf den Geok Tepe. 1881

#### Zeichner und Vignettenmaler
Gleichzeitig mit seinem Auftreten im literarischen Bereich trat er als Zeichner und Vignettenmaler an die Öffentlichkeit. Karasin machte sich seinen berühmten Namen nicht durch großformatige Schlachtengemälde auf Leinwand. Als ein von Natur aus nervöser, lebhafter, beweglicher und stets aktiver Typ, malte er große Bilder in Öl, die lange und sorgfältige Arbeit erfordern, nicht gerne. Seinen Ruhm als erster russischer Aquarellist und bester Zeichner-Illustrator verdiente er sich durch seine unzähligen Arbeiten in Aquarell, Bleistift und Feder. Mit einer reichen schöpferischen Phantasie und großem künstlerischen Geschmack zeichnete sich Karasin durch die ungewöhnliche Geschwindigkeit und Leichtigkeit seiner Arbeit aus. Seine Arbeitsleistung und Produktivität waren erstaunlich. Karasin schuf seinen eigenen unverwechselbaren Stil in der Aquarellmalerei. Seine Gemälde und Zeichnungen sind sofort zu erkennen: starke Lichteffekte, helle Kontraste, einige besondere düstere Farbgebungen, große Komposition und endlose Phantasie. Karasin porträtierte Pferde mit großer Kunstfertigkeit, wobei nur Swertschkow mit ihm konkurrieren konnte.
Im Jahr 1900 erschien im Ogonjok (Огонёк - der Wochenbeilage der Zeitung „Birschewyje wedomosti“ Биржевым ведомостям / Börsennachrichten) der Artikel Neue russische Karten (Новыя русскія карты) mit einem Bild von Spielkarten, herausgegeben von der Kaiserlichen Kartenfabrik. Dieses Kartendeck wurde von Karasin gezeichnet und in Russland unter dem Namen Wysschij sort (Высшій сортъ) verkauft.

### Schriftsteller
Nach seinem Ausscheiden aus dem Militärdienst schrieb Karasin eine große Anzahl von ethnographischen und abenteuerlichen Erzählungen und sechs Romane mit den Titeln: В пороховом дыму / Im Rauch des Schießpulvers (1886); В камышах / Im Schilf (1879); Варвара Лепко и ее семья / Warwara Lepko und ihre Familie (1879); Тигрица / Tigerin (1876); От Оренбурга до Ташкента / Von Orenburg nach Taschkent (1886); Хивинский поход / Der Chiwa-Feldzug (1882).
Zu seinen besten Werken zählt das russischsprachige Literaturlexikon Kurze literarische Enzyklopädie (russ. Kratkaja literaturnaja enziklopedija; Abk. KLE): Тигрица / Die Tigerin (1876, Roman); На далеких окраинах / An fernen Grenzen (1875, Roman); С севера на юг / Von Norden nach Süden (1875, eine Geschichte für Kinder, Roman) und Андрон Голован / Andron Golowan (1882, Roman). Das KLE sieht die Originalität von Karasins Büchern

«Своеобразие книг К. заключалось в их среднеазиатской тематике. Изображая военную среду, колонизаторов, дельцов и авантюристов, стремившихся на Восток в погоне за легкой наживой, он в своих приключенческих романах стремился прежде всего к занимательности сюжета, мелодраматичности положений, экзотичности обстановки»

„[…] in ihren zentralasiatischen Themen. In seinen Abenteuerromanen, die das militärische Umfeld, Kolonialisten, Geschäftsleute und Abenteurer darstellten, die nach Osten strebten, um leichtes Geld zu verdienen, erstrebte er zunächst nach einer unterhaltsamen Handlung, nach melodramatischen Situationen und einer exotischen Umgebung.“

Große Popularität erlangte Karasin mit seinem Kinderbuch Von Norden nach Süden – Erinnerungen eines alten Kranichs, über einen Kranich, der von den Ostaschkower Sümpfen (an der Wolga) zum oberen Nil wandert, illustriert mit wunderschönen Bildern.
Einer der größten Romane von Karasin – Im Pulverrauch (В пороховом дыму) – ist dem Krieg um die Unabhängigkeit Serbiens gewidmet. Später wurde Karasin vor allem als Maler berühmt.

### Illustrator

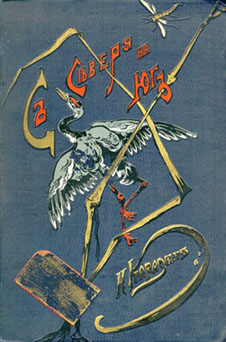
Vorderseite von Karasins Buch Von Norden nach Süden (1899)

Karasin illustrierte auch zahlreiche Bücher und er zeichnete für Postkarten. Er beteiligte sich insbesondere an der Illustration und Gestaltung des Krönungsalbums von Alexander III. aus dem Jahr 1883. Außerdem lieferte er die Illustrationen zu der von Esper Esperowitsch Uchtomski herausgegebenen Orientreise Seiner kaiserlichen Hoheit des Grossfürsten-Thronfolgers Nikolaus Alexandrowitsch von Russland, 1890–1891 mit ihren Stationen Griechenland – Ägypten – Indien und Indo-China, China-Japan, Sibirien.
Unter Karasins Herausgeberschaft und mit seinen Illustrationen versehen erschienen zwei Ausgaben von Der Chancellor von Jules Verne (1875 und 1876); er gestaltete Bücher von N. W. Gogol, D. W. Grigorowitsch, F. M. Dostojewski, N. A. Nekrassow, A. S. Puschkin, L. N. Tolstoi, I. S. Turgenew und vielen anderen.
Im Jahr 1902 beteiligte er sich als Illustrator am Megaprojekt des Baus der Moskauer Metro.

## Kritik
Sein produktives Schaffen illustriert gleichzeitig anschaulich den russischen Imperialismus, die koloniale und lokale Gesellschaft sowie die Selbstidentität der Russen als Kolonisatoren und Europäer.
Der Autor Harsha Ram bezeichnet den „vielseitigen Teilnehmer an der russischen imperialen Expansion“ Karasin als „Russlands Kipling“, „dessen Belletristik, Journalismus, Ethnographie und visuelle Darstellungen möglicherweise mehr als jeder andere Agent des russischen Staates dazu beigetragen haben, Russlands Eroberung Zentralasiens einer neu gebildeten russischen Öffentlichkeit jenseits der Bildungseliten darzustellen und zu popularisieren“. In Andreevas Analyse (Russian Central Asia in the Works of Nikolai Karazin, 1842–1908: Ambivalent Triumph) entpuppe sich Karasin als „ein volkstümlicher Enthusiast des Imperiums, der in der Lage war, eine skeptische Haltung gegenüber der zaristischen Autokratie mit einer idealisierten Sicht auf Russlands 'zivilisierende' Mission im Osten zu vereinbaren“.

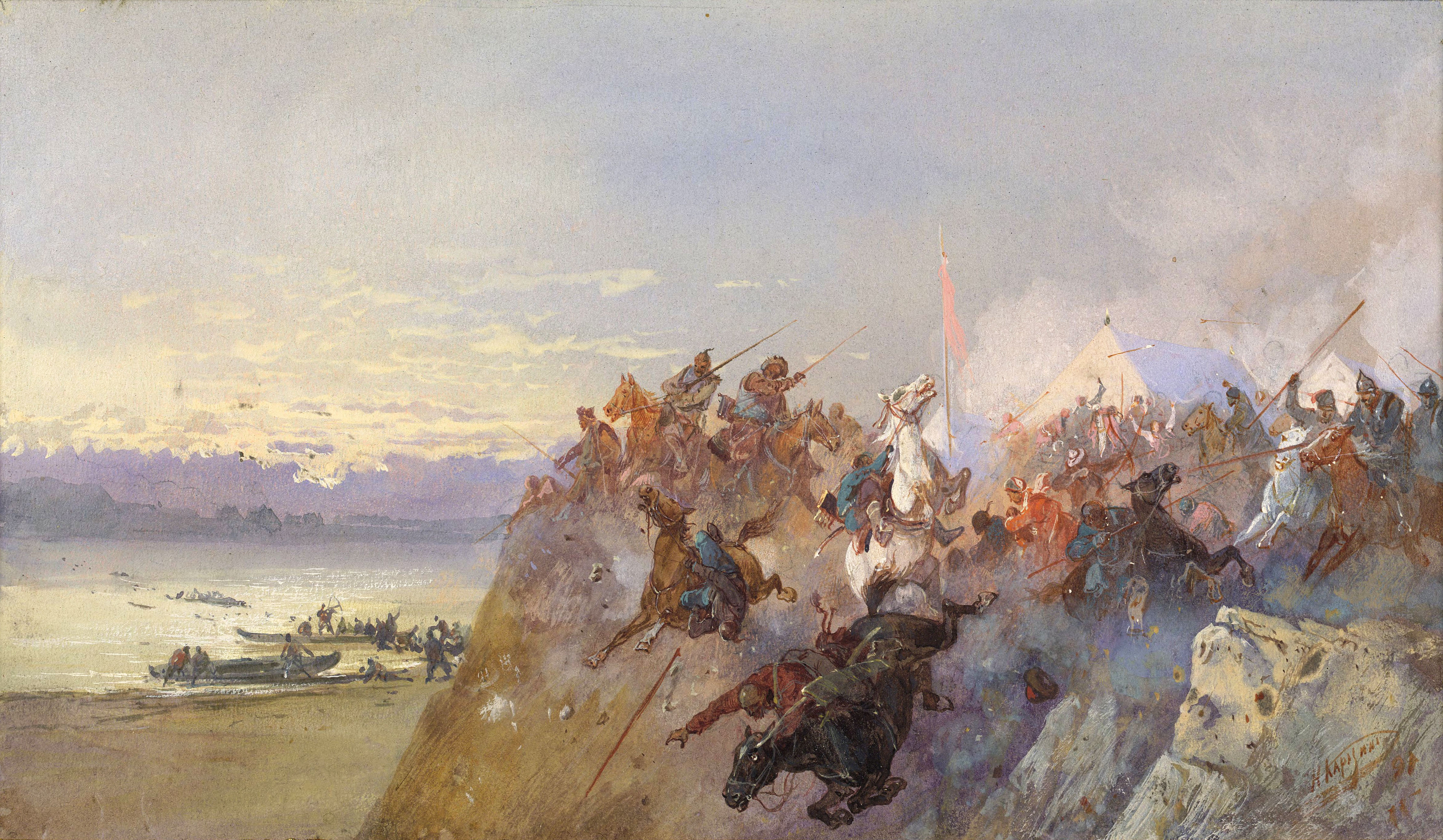
Die Schlacht am Irmen (russ. Ирменское сражение - die endgültige Niederlage der Truppen von Kütschüm Khan gegen die russische Truppe des Woiwoden Andrei Wojeikow am 20. August 1598)

Das zeitnahe Enzyklopädische Wörterbuch von Brockhaus und Efron enthält in seinem Karasin-Artikel dagegen noch eine gegenteilige Einschätzung seiner Arbeit:

«Число нарисованных им картинок, эскизов и виньеток огромно. Они свидетельствуют о несомненной талантливости художника, который, однако, слаб по части рисунка и гонится больше всего за бойкостью техники и эффектностью композиции в ущерб правде и серьезности содержания. Всего лучше удается ему пейзажный элемент, хотя и он бывает по большей части преувеличенно эффектен. То же самое должно сказать и о многочисленных акварелях, вышедших из-под кисти К. В последнее время (с 1887) он стал пробовать свои силы в живописи масляными красками, но в ней недостатки художника еще заметнее, чем в его прочих произведениях.»

„Die Anzahl der von ihm gemalten Bilder, Skizzen und Vignetten ist enorm. Sie zeugen von der offensichtlichen Begabung des Künstlers, der jedoch bildtechnisch schwach ist und vor allem der Kühnheit der Technik und der spektakulären Komposition zum Nachteil der Wahrheit und der Ernsthaftigkeit des Inhalts nachjagt. Umso besser gelingt ihm das Landschaftselement, auch wenn es meist übertrieben wirkt. Das Gleiche gilt für die zahlreichen Aquarelle, die unter dem Pinsel von K. hervorkamen. Vor kurzem (seit 1887) versuchte er, mit Ölfarben zu malen, aber darin treten die Mängel des Künstlers noch deutlicher als in seinen anderen hervor.“

## Galerie

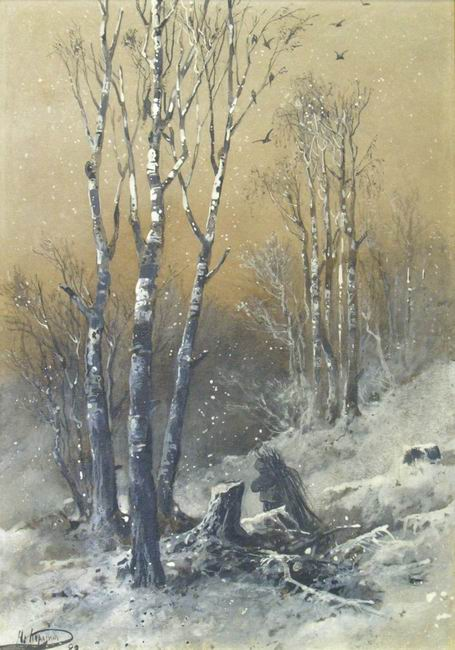
Sammeln von Brennholz im Winter (1888)
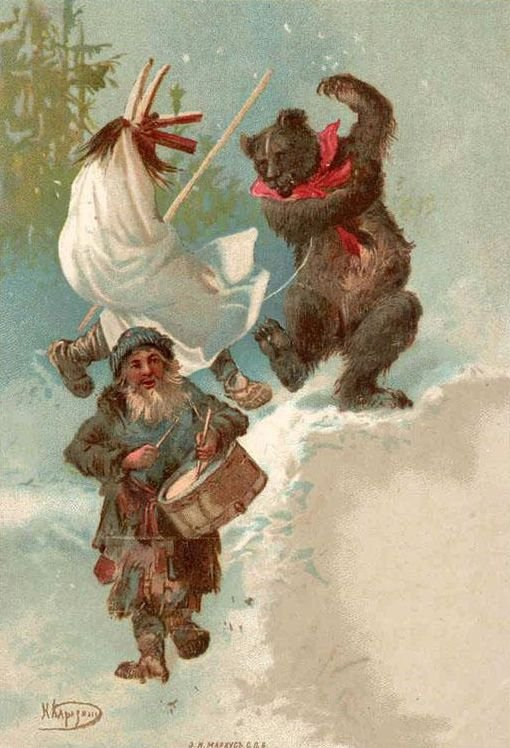
Weihnachtspostkarte (1899)
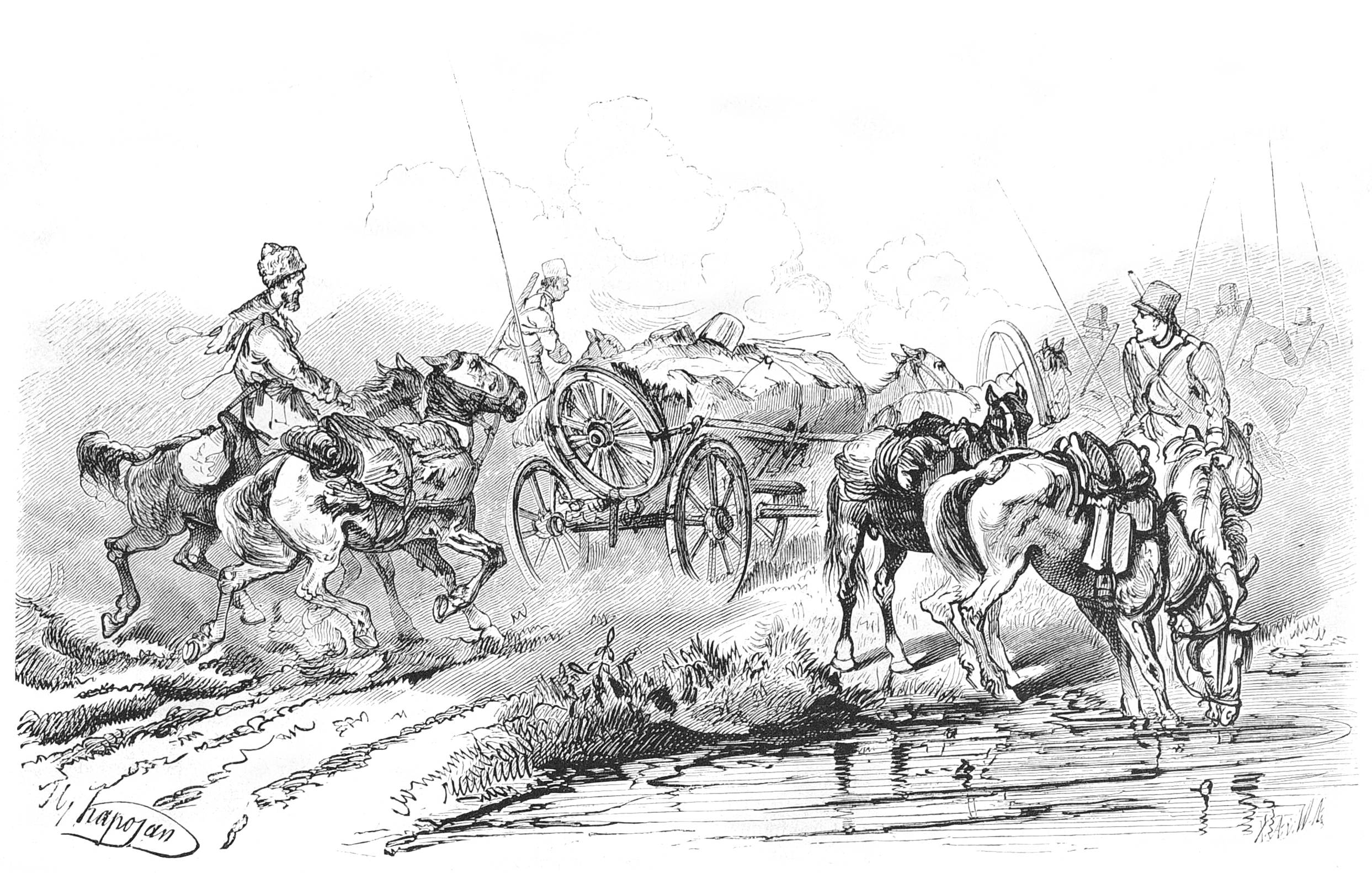
Illustration aus Die Gartenlaube (1877)
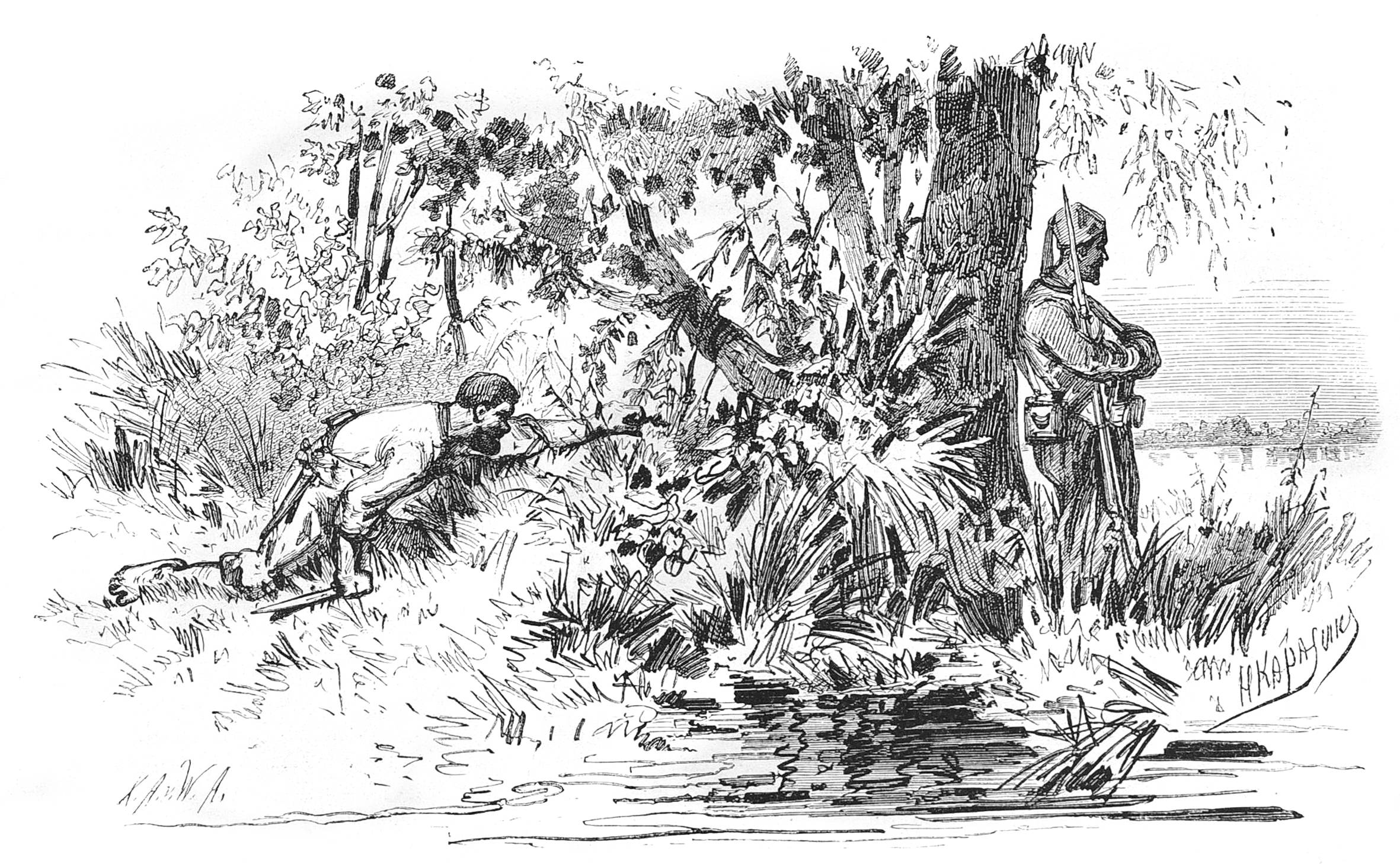
Illustration aus Die Gartenlaube (1877)
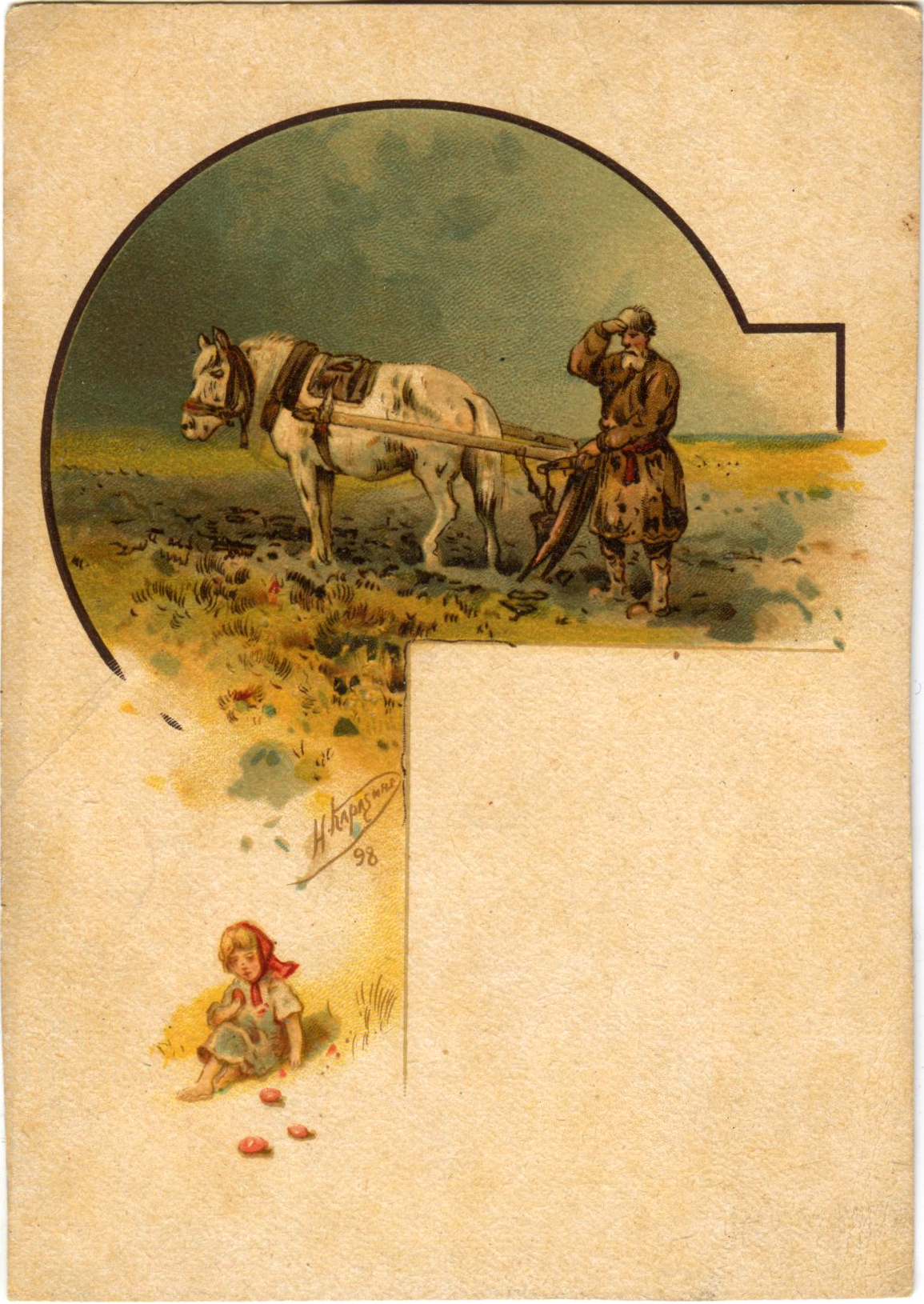
Der Pflüger, Postkarte von 1898
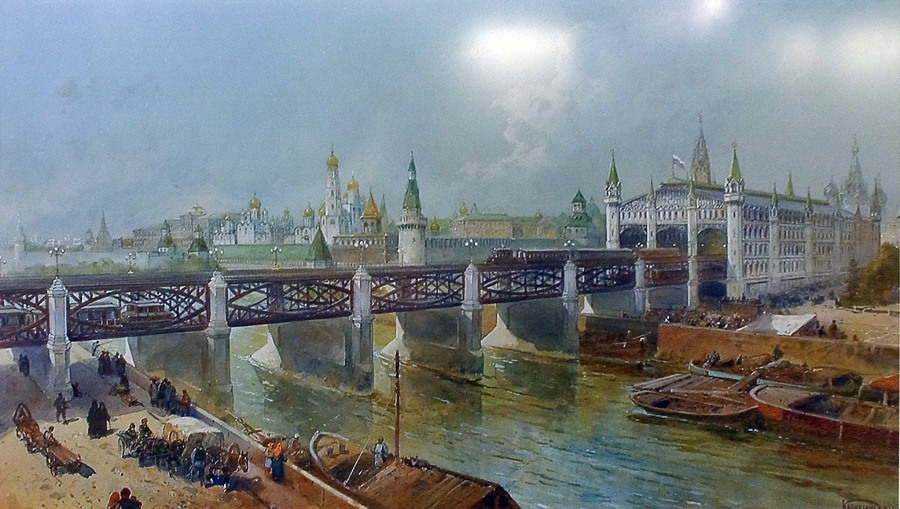
Projekt der Moskauer Metro (1902)
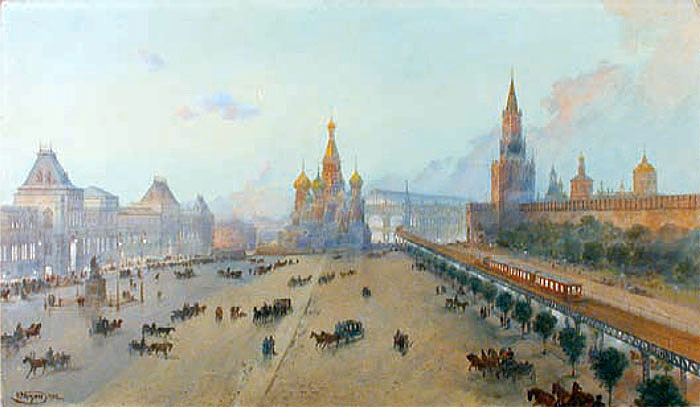
Projekt der Moskauer Metro (1902)
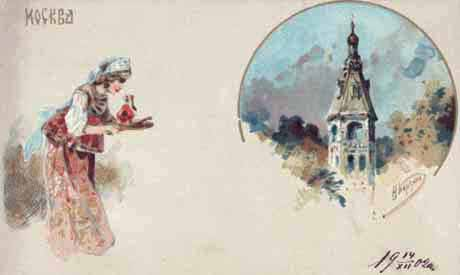
Moskau, Postkarte
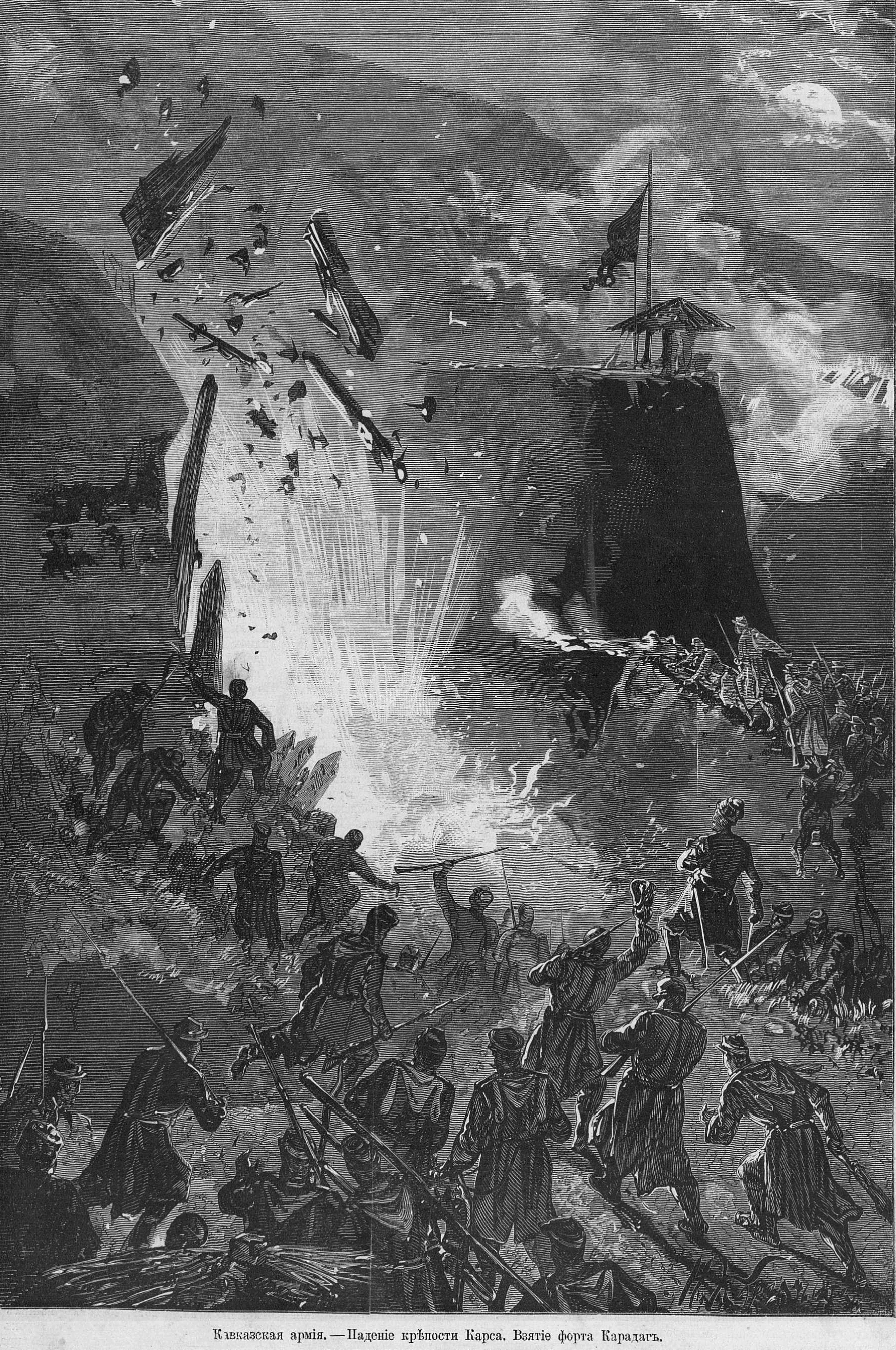
Fall von Kars. 1877
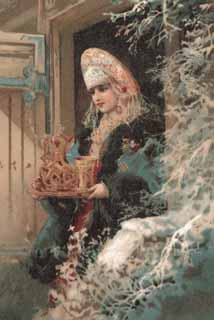
Postkarte

## Publikationen

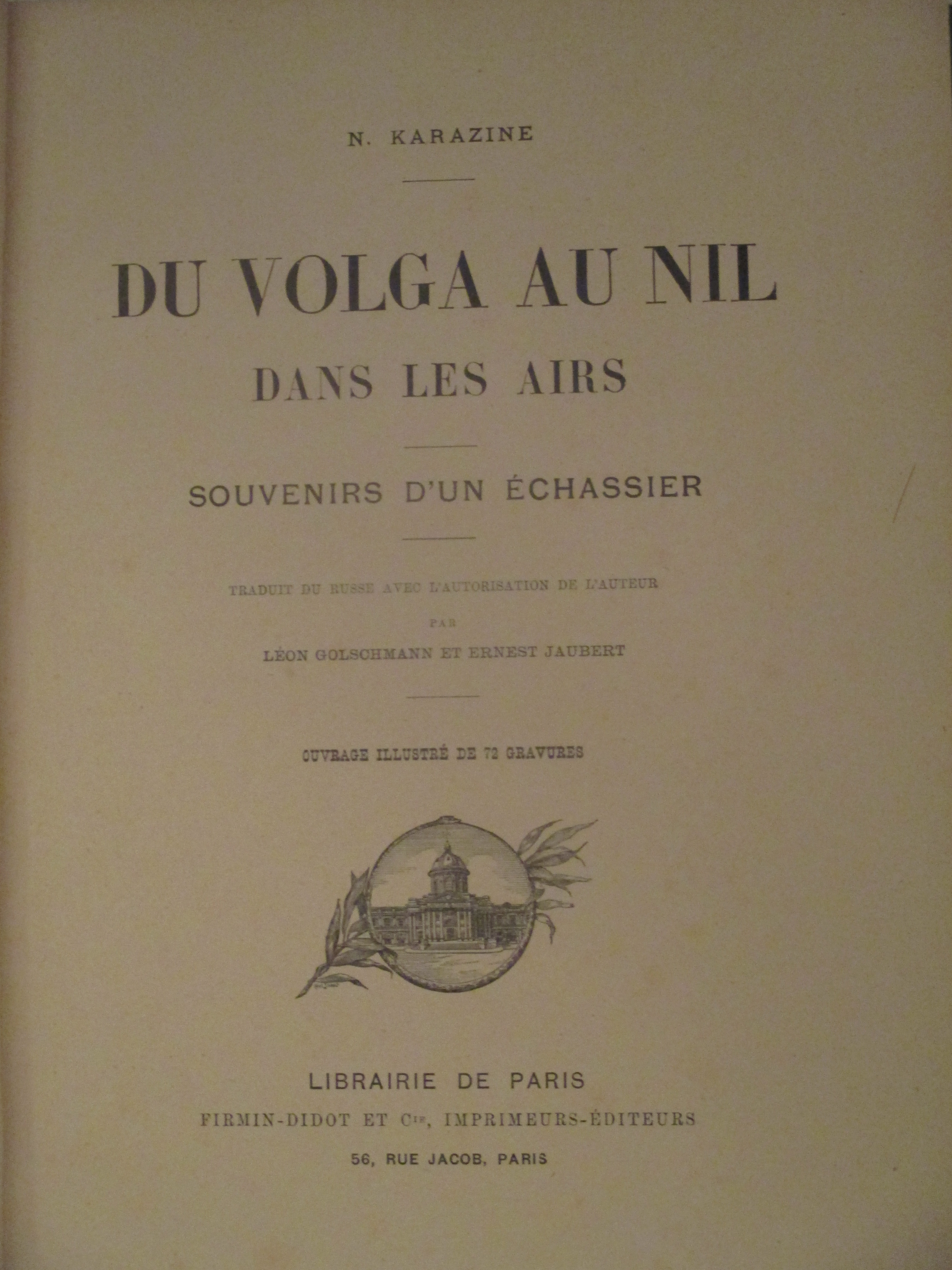
Du Volga au Nil dans les airs: Souvenirs d'un échassier (Von der Wolga zum Nil […]) — französische Übersetzung seines beliebten Kinderbuchs

In den Jahren 1904–1905 veröffentlichte der St. Petersburger Verlag P. P. Soikin eine vollständige Sammlung der literarischen Werke von Karasin (in 20 Bücher in 12 Bänden). Viele seiner Publikationen erschienen in den 1880er Jahren in der Zeitschrift Delo (Дело). Separat erschienen:
- В пороховом дыму / Im Pulverrauch (St. Petersburg, 1886), auf Deutsch Der Zweibeinige Wolf, 1876. Nach dem Russischen bearbeitet von H. von Lankenau – (Digitalisat: Band 1, 2); engl. The two-legged wolf, a romance (Digitalisat);
- В камышах / Im Schilf (2. Auflage, St. Petersburg, 1879);
- Варвара Лепко и ее семья / Warwara Lepko und ihre Familie (St. Petersburg, 1879);
- На далеких окраинах / An fernen Grenzen (St. Petersburg, 1875); online
- Погоня за наживой / Auf der Jagd nach dem Glück (St. Petersburg, 1876);
- Тигрица / Die Tigerin (2. Aufl., M, 1882);
- eine Erzählung aus den unveröffentlichten Странствий и встреч / Reisen und Begegnungen;
- От Оренбурга до Ташкента / Von Orenburg nach Taschkent (mit Illustrationen, St. Petersburg, 1886);
- Хивинский поход / Der Chiwa-Feldzug (St. Petersburg, 1882);
- Ак Томак. Очерки нравов центральной Азии (переведено на нем. язык И. Куртцем: «Deut. Rundschau», 1875). / Ak-Tomak. Ein Sittenbild aus Central-Asien. Nach dem Russischen von Isolde Kurz: Deutsche Rundschau, 1875. (Digitalisat)
- Das Drama im Grenzfort. [= Collection Hartleben. Eine Auswahl der hervorragendsten Romane aller Nationen. 5. Jahrgang, 3. Band]. Wien – Pest – Leipzig. A. Hartleben ohne Jahr (1896) *
- In den Dschungeln. Romantisches Sittengemälde aus Turkestan. Nach dem Russischen bearbeitet von H. von Lankenau. Wien – Pest – Leipzig: A. Hartleben's Verlag 1875 Digitalisat
- Der Brahmane. Wien, Verlag A. Hartleben, 1900. 2 Bde.
- Indyskie skazki [Indische Märchen]. Olʹga M. Koržinskaja. Illustriert von N. N. Karasin. Berlin: Devrient [1922]

Er veröffentlichte ein Album, Aus dem russischen Leben (Из русской жизни). Romane, Erzählungen und Essays (Повести, рассказы и очерки) von Karasin erschienen 1874.